# شعثة (المسيمير)

تعديل مصدري - تعديل

شعثة هي إحدى قرى عزلة المسيمير بمديرية المسيمير التابعة لمحافظة لحج، بلغ تعداد سكانها 107 نسمة حسب تعداد اليمن لعام 2004.